# Повітроохолоджувач
Повітроохолоджувач (рос. воздухоохладитель, англ. air cooler; нім. Kühlmaschine f, Luftkühler m, Wetterkühler m) – теплообмінний апарат для охолодження повітря, що проходить через нього. Є повітроохолоджувачі поверхневі (з теплообміном між повітрям і холодоносієм або холодоаґентом через роздільну сітку) і змішувальні (з безпосереднім контактом по-вітря з поверхнею холодоносія). Застосовують П. у системах вентиляції і кондиціонування повітря, охолодження двигунів тощо.

## Повтроохолоджувачі в системах вентиляції та кондиціонування повітря
Зазвичай в системах вентиляції та кондиціонування повітря використовуються поверхневі повітроохолоджувачі двох типів - водяні охолоджувачі, та охолоджувачі безпосереднього випаровування.
Водяний охолоджувач являє собою теплообмінник, типу вода-повітря, у якому циркулює охолоджена вода або гліколева суміш (через це водяні теплообмінники називають також гліколевими). Типовим прикладом використання водяних охолоджувачів для кондиціонування повітря є система чілер-фанкойл.
Охолоджувач безпосереднього випаровування називають також фреоновим охолоджувачем, або просто випаровувачем. Випаровувачі використовуються в системах, де носієм холоду (холодоаґентом) є фреон, чи фреонозаміняюча суміш. Прикладом випаровувача є теплообмінник внутрішнього блоку кондиціонера.
Окрім поверхневих повітроохолоджувачів, в системах кондиціонування для зниження температури повітря, використовується, також, адіабатичне зволоження.